# Institutul Ucrainean
Institutul Ucrainean (în ucraineană Український інститут, transliterat: Ukraiinskîi instîtut) este o instituție publică din Ucraina care reprezintă cultura ucraineană în lume și formează o imagine pozitivă a Ucrainei în străinătate. Institutul a fost fondat de Cabinetul de Miniștri al Ucrainei în 2017 și este subordonat Ministerului Afacerilor Externe al Ucrainei. Și-a început plenar activitatea în vara anului 2018, după numirea în funcția de director general a lui Volodîmîr Șeiko și înființarea unei echipe de specialiști.
Activitatea Institutului Ucrainean este împărțită în următoarele sectoare: cinematografie, muzică, arte vizuale, literatură, teatru, proiecte și programe academice, proiecte și programe de imagine, dezvoltarea diplomației culturale și cercetare. Printre programele și proiectele organizate de Institutul ucrainean se numără:
- Luna diplomației culturale ucrainene la Wikipedia (în colaborare cu Ministerul Afacerilor Externe și ONG-ul Wikimedia Ukraine)
- Forumul internațional al diplomației culturale (în colaborare cu Ministerul Afacerilor Externe)
- Premiul „Women in Arts” (în colaborare cu cu UN Women)
- „Ukraine in two Minutes” („Ucraina în două minute”; în colaborare cu cu Internews Ukraine și UkraineWorld)
- „Ukrainian souvenir” („Suvenirul ucrainean”)

În 2019 instituția a organizat și administrat 85 de proiecte în 12 țări: Austria, Cehia, Franța, Germania, Italia, Lituania, Polonia, Regatul Unit, Spania, SUA, Țările de Jos, Ucraina.
La 8 decembrie 2022, Institutul Ucrainean a devenit membru asociat al EUNIC (European Union National Institutes for Culture), cu votul unanim al președinților institutelor culturale din Uniunea Europeană.